# آنه، پا-دو-کله
آنه (به فرانسوی: Annay) یک کمون در فرانسه است که در پا-دو-کاله واقع شده‌است. آنه ۴٫۳۳ کیلومتر مربع مساحت دارد ۲۷ متر بالاتر از سطح دریا واقع شده‌است.